# David Guez
David Guez (8 de novembro de 1982) é um tenista profissional francês, seu melhor ranking no ATP foi em 2010 quando estava classificado em 123º, após passar pelos qualifyngs do Australian Open.